# Мощеница (гмина, Горлицкий повет)
Мощеница (пол. Moszczenica)) — сельская гмина (волость) в Польше, входит как административная единица в Горлицкий повет, Малопольское воеводство. Население — 4720 человек (на 2004 год).

## Демография
| Перепись                       | Всего   | Всего | Женщины | Женщины | Мужчины | Мужчины |
| ------------------------------ | ------- | ----- | ------- | ------- | ------- | ------- |
| Единицы                        | человек | %     | человек | %       | человек | %       |
| Население                      | 4720    | 100   | 2360    | 50      | 2360    | 50      |
| Плотность населения (чел./км²) | 125,5   | 125,5 | 62,8    | 62,8    | 62,8    | 62,8    |

## Сельские округа
1. Мощеница
2. Сташкувка

## Соседние гмины
1. Гмина Беч
2. Гмина Ченжковице
3. Гмина Горлице
4. Гмина Лужна
5. Гмина Жепенник-Стшижевски